# Andrés Reyes (labdarúgó, 1999)
Andrés Reyes (Puerto Tejada, 1999. szeptember 8. –) kolumbiai válogatott labdarúgó, az amerikai San Diego hátvéde.

## Pályafutása

### Klubcsapatokban
Reyes a kolumbiai Puerto Tejada városában született. Az ifjúsági pályafutását az Atlético Nacional akadémiájánál kezdte.
2019-ben mutatkozott be az Atlético Nacional felnőtt keretében. A 2020-as szezonban az észak-amerikai első osztályban szereplő Inter Miami csapatát erősítette kölcsönben. 2021. január 19-én a New York Red Bullshoz szerződött. Először 2021. május 23-án, a New England Revolution ellen idegenben 3–1-es vereséggel zárult bajnokin lépett pályára és egyben megszerezte első gólját is a klub színeiben. 2024. december 12-én szerződtette a San Diego csapata.

### A válogatottban
Reyes az U20-as és az U23-as korosztályú válogatottakban is képviselte Kolumbiát.

## Statisztikák

### A válogatottban
| Válogatott | Év       | Pályára lépés | Gól |
| ---------- | -------- | ------------- | --- |
| Kolumbia   | 2023     | 2             | 1   |
| Összesen   | Összesen | 2             | 1   |

#### Góljai a válogatottban
| # | Időpont            | Helyszín                                        | Ellenfél | Gólok | Eredmény | Kiírás              |
| - | ------------------ | ----------------------------------------------- | -------- | ----- | -------- | ------------------- |
| 1 | 2023. december 16. | Los Angeles Memorial Coliseum, Los Angeles, USA | Mexikó   | 1–2   | 3–2      | Barátságos mérkőzés |

## Sikerei, díjai
New York Red Bulls
- MLS
  - Döntős (1): 2024